# ラ・パロマ (映画)
『ラ・パロマ』（スペイン語: La Paloma, 「鳩」の意）は、1974年（昭和49年）製作・公開、ダニエル・シュミット監督によるスイス・フランス合作の長編劇映画である。

## 略歴・概要
1972年（昭和47年）、『今宵かぎりは…』を監督してスクリーンデビューしたダニエル・シュミットの劇場用映画第2作である。デビュー作に引き続きイングリット・カーフェンを主演に起用、相手役はおなじく同作に出演したペーター・カーンを起用した。
タイトルの『ラ・パロマ』はカーフェン演じる娼館の歌手ヴィオラの通称であり、スペインの作曲家セバスティアン・イラディエルが作曲したハバネラの楽曲『ラ・パロマ』（1860年）に由来する。
DVDは、日本でのみリリースされており、2001年（平成13年）にパイオニアLDC（現在のジェネオン・ユニバーサル・エンターテイメントジャパン）が発売したが、2010年（平成22年）現在は廃盤である。

## スタッフ・作品データ
- 監督・脚本 : ダニエル・シュミット
- 製作 : イヴ・ペイロ
- 撮影 : レナート・ベルタ
- 録音 : リュック・イェルサン
- 編集 : イラ・フォン・ハスペルク
- 音楽 : ゴットフリード・ヒュンスベルク

- 日本公開版字幕 : 吉岡芳子
- フォーマット : カラー映画 - スタンダード・サイズ（1.33:1） - モノラル録音

## キャスト
- イングリット・カーフェン - ラ・パロマことヴィオラ
- ペーター・カーン - イシドール
- ペーター・シャテル - ラウル
- ジェローム＝オリヴィエ・ニコラン - 「創造する力」
- ベアトリス・ストール - 女将
- ルートミラ・トゥセック
- マノン
- イレーネ・オルジャッティ
- ピエール・エデルナック - 手品師
- ビュル・オジエ - イシドールの母
- ロラン・ジュービ （クレジットなし）

## 関連事項
- ラ・パロマ (曲) （en:La Paloma）

## 註
1. ↑  La Paloma/DVD、Internet Movie Database （英語）、2010年2月3日閲覧。